# Анастасије Аквилејски
Свети Анастасије Аквилејски (умро 304. године) је хришћански светитељ и мученик 3. века.. 
Анастасије се бавио ткањем и бојењем платна у граду Аквилеји. Касније се преселио и пренео свој занат у град Салону у Далмацији.
Тамо је ухапшен и изведен пред суд због своје мисионарске активности у Салони. Свети Анастасије је смело и без страха исповедао веру Исуса Христа као истинитог Бога и Творца свега. Чак је насликао крст на својим вратима током Диоклецијановог прогона (284-311).
Свети Анастасије је одлуком суда осуђен на смрт, а незнабошци су му везали камен око врата и његово тело бацили у море. Праведна хришћанка, богата матрона Аскалопија, пронашла је тело светог Анастасија и са поштовањем га сахранила у својој имањској цркви. Мошти светог мученика прослављене су многим чудесима.
Анастасије је заштитник ткаља и бојара. Црква га спомиње 7. новембра (25. октобра).